# Unterkiefertaster
Der Unterkiefertaster (Palpus maxillaris; lat. von latein. maxillaris = „Kiefer-“ und palpus = „Taster, Striegel“), auch Maxillarpalpus, ist ein beinartiger Taster an der Maxille der Mundwerkzeuge der Insekten, Krebstiere und Tausendfüßer. Er stellt den Telepoditen dieses Organs dar und besteht in der Regel aus 4 bis 5 Einzelgliedern. Am Stipes kann er dem Palpifer aufsitzen.
Der Taster kann art- und gruppenabhängig sehr unterschiedlich ausgebildet sein und auch fehlen.

## Belege
1. ↑  
Maxillarpalpus. In: Lexikon der Biologie. Spektrum Akademischer Verlag, Heidelberg 2003, ISBN 3-8274-0354-5.
2. ↑  
Gerhard Seifert: Entomologisches Praktikum. Georg Thieme Verlag, Stuttgart 1975, ISBN 3-13-455002-4, S. 266.
3. ↑  
Willi Hennig: Wirbellose II. 5. Auflage. Gustav Fischer Verlag, Jena 1994, ISBN 3-334-60936-7, S. 198–199, 224, 230, 237.